# Frontera entre Laos i Myanmar
La frontera entre Laos i Myanmar és una línia de 235 kilòmetres d'extensió en sentit nord-est-sud-oest, que separa l'est Myanmar de l'oest de Laos. A l'extrem nord-est hi ha el trifini amb la Xina i al sud-est el trifini amb Tailàndia. El seu traçat està format pel curs del riu Mekong i separa l'estat (pyi) Shan de les províncies laosianes de Bokeo i Luang Namtha. A les proximitats hi ha la província província de Chiang Rai de Tailàndia.
Aquesta frontera fou definida el 1948 amb la independència de Birmània, després anomenada Myanmar. Birmània havia estat una colònia britànica separada de l'Índia en 1937. El 1949 Laos va obtenir una independència provisional del domini francès, confirmada després el 1954. Des de finals del segle xix Laos formava part de la Indoxina francesa.